# كريم بروليه

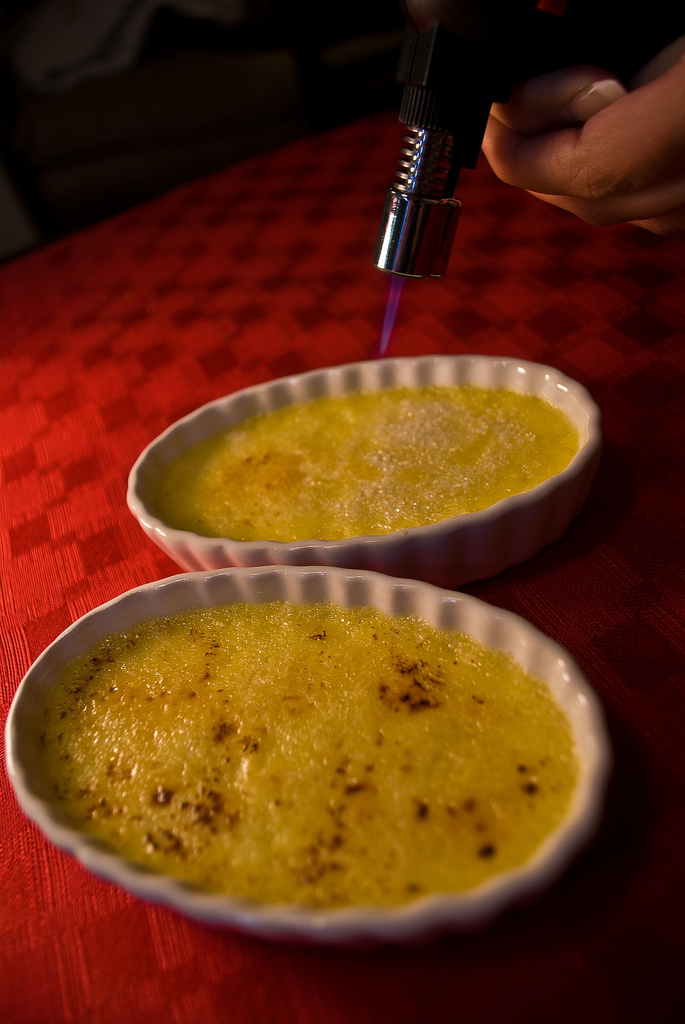
كريم بروليه يجري إعدادها بإستخدام مشعل صغير (شعلة بوتان).

كريم بروليه أو الكريمة المحروقة (Burnt cream) أو الكريمة الكاتالونية (Crema catalana) أو الكريمة الثالوثية (Trinity cream) (بالفرنسية: Crème brûlée)‏ (/ˌkrɛm bruːˈleɪ/; 
تنطق بالفرنسية: [kʁɛm bʁy.le]
) والتي تعني «كاسترد مُحلى بالكراميل» هي حلوى تتكون من قاعدة كاسترد غنية مغطاة بطبقة من السكر المكرمل الصلب. يتم تقديمها عادةً بدرجة حرارة الغرفة. وتكون نكهة قاعدة الكاسترد التقليدية الفانيليا، ولكن يمكن تقديمها بنكهات مختلفة أخرى.

## التاريخ
أقدم مصدر معروف للكريم بروليه بشكل مطبوع هو في كتاب طبخ «الطاهي الملكي والبرجوازية» (بالفرنسية: Cuisinier royal et bourgeois) للشيف فرانسوا ماشولت عام 1691. تم استخدام مصطلح «الكريمة المحروقة» (burnt cream) في الترجمة الإنجليزية عام 1702. في عام 1740 أشار الطاهي فرانسوا ماشولت إلى وصفة مشابهة تعرف بـ«الكريمة الإنجليزية» (crême à l'Angloise). ثم أختفى طبق الكريم بروليه من كتب الطبخ الفرنسية حتى ثمانينيات القرن العشرين. وتم تقديم نسخة من الكريمة بروليه (عُرفت محلياً باسم «كريمة الثالوث» (Trinity Cream) أو «كريمة كامبريدج المحروقة» (Cambridge burnt cream)) في كلية الثالوث، كامبريدج.

## الكريمة الكاتالانية

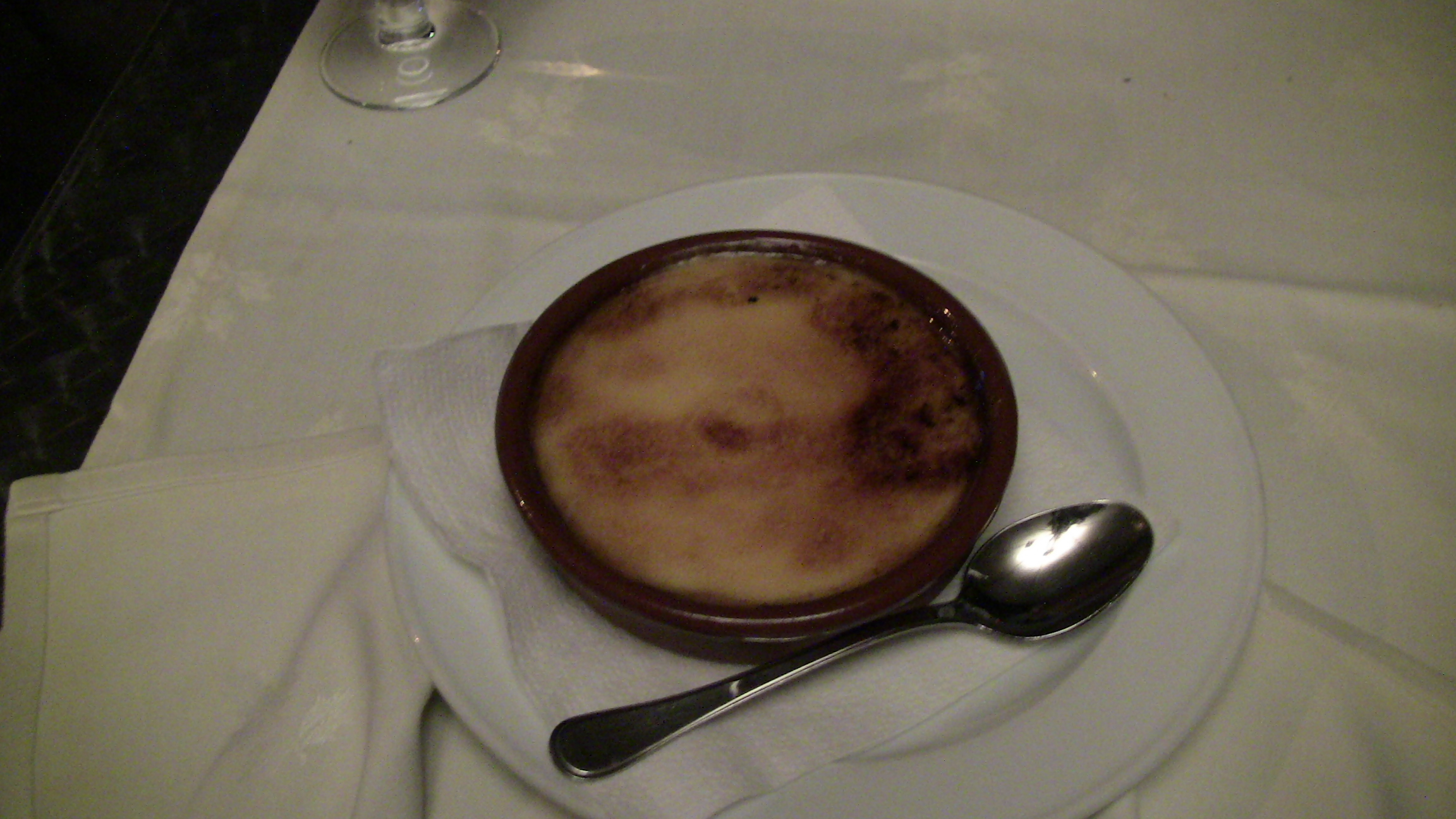
الكريمة الكاتالانية مقدمة في أحد مطاعم برشلونة، إسبانيا.

في المطبخ الكتالاني الكريمة الكاتالانية (crema catalana) أو الكريمة المحروقة (crema quemada)، هو طبق شبيه بالكريم بروليه، على الرغم من إن السكر في الكريمة الكاتالانية (يكرمل تقليدياً تحت مشواة حديد أو حديد مصنوع خصيصاً، بدلاُ من اللهب). وهي تعرف تقليدياً باسم «كريما دي سانت جوزيف» (crema de Sant Josep)، والتي كانت تقدم أصلاً في يوم القديس يوسف، على الرغم من إنه في الوقت الحاضر تستهلك في جميع أوقات السنة. وينكه الكاسترد في الكريمة الكاتالانية ببرش الليمون أو البرتقال، والقرفة.

## أسلوب التقديم

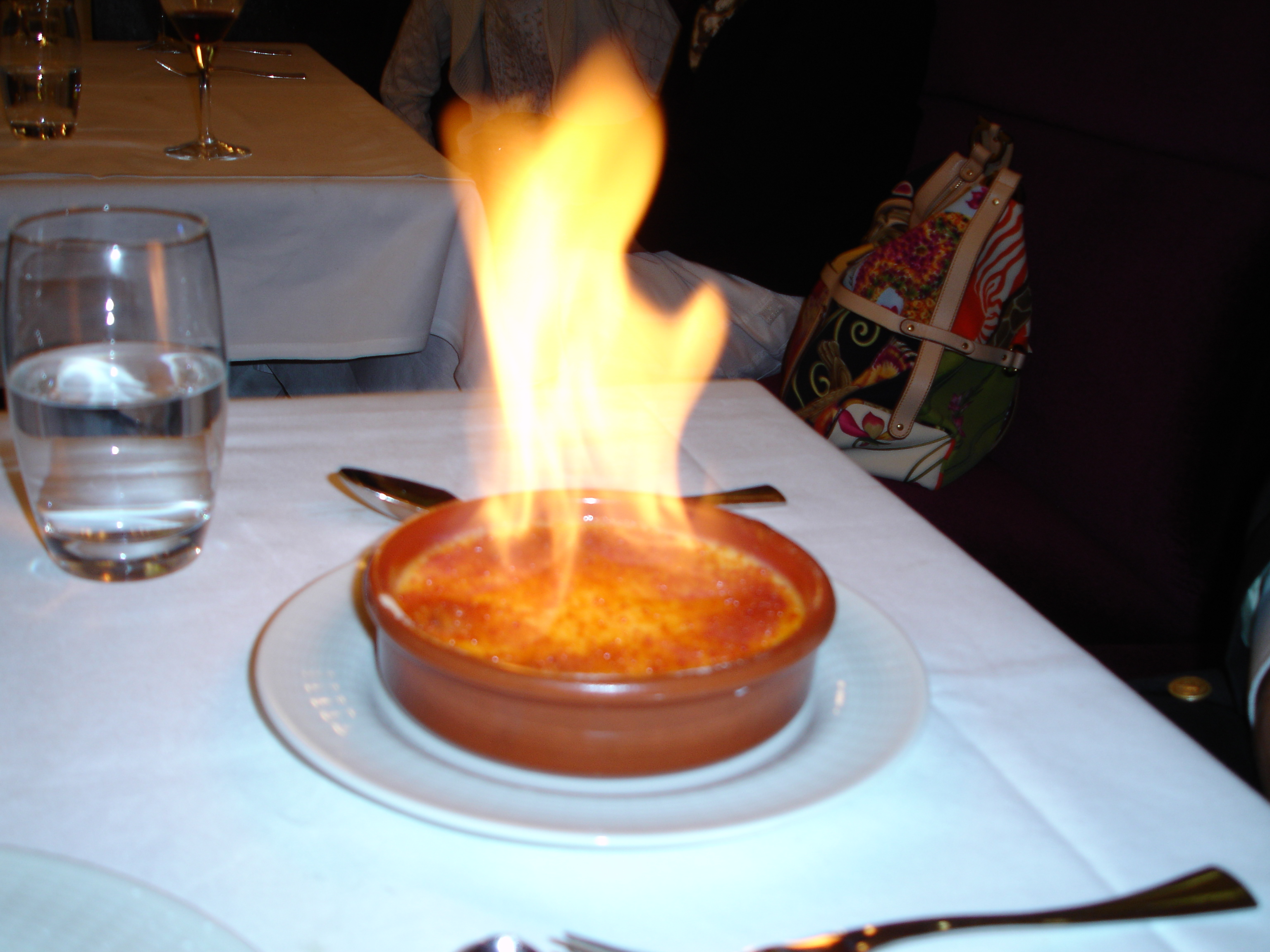
كريم بروليه.

يتم تقديم الكريم بروليه عادةً في وعاء راميكينس منفرد. أقراص الكراميل قد تكون مُعَدة بشكل منفصل وتوضع على سطح الكاسترد قبل التقديم، أو قد يتم كرملة السكر مباشرةً على الجزء العلوي من الكاسترد. وللقيام بذلك، يجب رش السكر فوق الكاسترد، بعدها تتم كرملته تحت مشواة من الحديد أو باستخدام «شعلة بوتان».

## وصلات خارجية
- - ويكاموس

## مؤلفات
- «أصل الكريم بروليه»، 31:61 Petits Propos Culinaires (مارس 1989).